# Guerou
Guerou (arabisch كرو, auch Guérou) ist eine Stadt in der Verwaltungsregion Assaba in Mauretanien und ist Hauptstadt des Départements Guerou.

## Geographie
Die Stadtgemeinde Guerou liegt 458 Kilometer südöstlich von Nouakchott auf etwa 164 m Meereshöhe im südlichen Zentrum des Landes nahe einer gleichnamigen Quelle zwischen dem Mount Tizzai im Osten und dem temporären See Tichilît el Kountaoul im Westen. Die N 3 verläuft von Nordwesten nach Osten durch den Ort. 

## Bevölkerung
Die Bevölkerungszahl der Gemeinde hat in den Jahren 2000 bis 2023 von 15.589 auf 40.315 Einwohner zugenommen. Der Hauptort selbst hat 35.153 Einwohner (2023). Daneben gibt es noch acht andere bewohnte Orte.